# Irène Tiendrébéogo
Irène Dimwaogdo Tiendrébéogo (Ouagadougou, 27 febbraio 1977) è un'ex altista burkinabé naturalizzata monegasca.

## Biografia
Nata nella capitale del Burkina Faso, Tiendrébéogo ha esordito sulla scena continentale nel 1994 vincendo in Algeria una medaglia d'argento ai Campionati africani juniores. L'anno seguente ha debuttato sulla scena mondiale ai Mondiali in Svezia ed ha vinto una medaglia d'argento ai Giochi panafricani in Zimbabwe. Nel 1996, Tiendrébéogo ha potuto prendere parte alla sua unica edizione dei Giochi olimpici ad Atlanta 1996, subito dopo aver vinto la medaglia d'oro continentale in Camerun. Dopo altri successi in ambito africano, nel 2001 Tiendrébéogo ha ottenuto la nazionalità del principato di Monaco in cui viveva dal 1997 gareggiando ai campionati francesi. Ha potuto gareggiare a due edizioni dei Giochi dei piccoli stati d'Europa, sperimentando le corse in velocità.
Tiendrébéogo prima della naturalizzazione monegasca ha fissato i record di specialità del salto in alto per il Burkina Faso, tuttora imbattuti.

## Record nazionali
Per il Burkina Faso
- Salto in alto: 1,94 m ( Niort, 1º agosto 1999)
- Salto in alto indoor: 1,81 m ( Bordeaux, 15 febbraio 1998)

## Palmarès
| Anno                               | Manifestazione               | Sede         | Evento        | Risultato | Prestazione | Note |
| ---------------------------------- | ---------------------------- | ------------ | ------------- | --------- | ----------- | ---- |
| In rappresentanza del Burkina Faso |                              |              |               |           |             |      |
| 1994                               | Campionati africani U20      | Algeri       | Salto in alto | Argento   | 1,65 m      |      |
| 1995                               | Campionati africani U20      | Bouaké       | Salto in alto | Argento   | 1,73 m      |      |
| 1995                               | Mondiali                     | Göteborg     | Salto in alto | 34ª (q)   | 1,80 m      |      |
| 1995                               | Giochi panafricani           | Harare       | Salto in alto | Argento   | 1,75 m      |      |
| 1996                               | Campionati africani          | Yaoundé      | Salto in alto | Oro       | 1,84 m      |      |
| 1996                               | Giochi olimpici              | Atlanta      | Salto in alto | 29ª (q)   | 1,80 m      |      |
| 1997                               | Mondiali                     | Atene        | Salto in alto | nm (q)    | nm (q)      |      |
| 1997                               | Giochi della Francofonia     | Antananarivo | Salto in alto | Bronzo    | 1,82 m      |      |
| 1998                               | Campionati africani          | Dakar        | Salto in alto | Argento   | 1,84 m      |      |
| 1999                               | Mondiali                     | Siviglia     | Salto in alto | 21ª (q)   | 1,89 m      |      |
| 1999                               | Giochi panafricani           | Johannesburg | Salto in alto | Argento   | 1,85 m      |      |
| In rappresentanza di Monaco        |                              |              |               |           |             |      |
| 2001                               | Giochi piccoli stati europei | San Marino   | 200 m piani   | 6ª        | 25"40       |      |
| 2003                               | Giochi piccoli stati europei | La Valletta  | 400 m piani   | 5ª        | 57"69       |      |